# Agrotis certificata
Agrotis certificata là một loài bướm đêm trong họ Noctuidae.